# John Middleton (Gouverneur)
Sir John Middleton KBE, CMG (* 1870; † 1954) war ein Gouverneur unter anderem von Gambia und repräsentierte König Georg V. in der britischen Kolonie Gambia.
Middleton trat 1901 in den Dienst des Colonial Office ein. Er arbeitete zunächst für sechs Jahre in Süd-Nigeria, bevor er bis 1920 nach Mauritius ging. Er war von 1920 bis 1927 Gouverneur der Falklandinseln, anschließend vom 10. März 1927 bis zum 29. November 1928 Gouverneur von Gambia. Von 1928 bis 1932 amtierte er  als Gouverneur des Dominion Neufundland.
Gouverneur von Neufundland war er während einer politischen Krise, die durch die Weltwirtschaftskrise noch verstärkt wurde. 1932 wurde er gebeten, zu überprüfen, ob Behauptungen wahr seien, dass der Premierminister von Neufundland, Sir Richard Squires, in einer Korruptionsaffäre verstrickt sei. Middleton konnte keine Beweise darlegen; dies führte zu einem Aufstand vor dem Regierungsgebäude am 5. April 1932, und Squires Regierung wurde abgesetzt.
Middleton zog sich aus dem öffentlichen Leben zurück und kehrte nach Großbritannien zurück.